# Новинарски сайт
Новинарски сайт, или наричан още онлайн вестник е електронния вариант на печатен вестник, като може да бъде или независимо издание или просто онлайн версия на издание, което се разпространява и в книжна форма. В този тип сайтове се публикуват главно новини и репортажи от различни сфери.
Новинарските сайтове спазват същите закони за клевета, неприкосновеност на данните и авторско право, с които се съобразява и печатната преса. За разлика от традиционните журналисти тези, които работят в сферата на онлайн медиите обикновено се занимават и със снимане на видео, като, също така, адаптират стила си на писане към изискванията на онлайн медиите.

## История
Най-ранният вариант на издание, което се появява единствено онлайн, но не и в книжна форма вероятно е News Report (от английски: „Новинарски репортаж“). Eлектронният вестник се разпространява в мрежата на Университета в Илинойс, САЩ от Брус Парело. През 1987 година бразилският вестник Jornaldodia се появява и в електронна форма в държавната мрежа Embratel, като през 90-те на 20 век вече е преместен в глобалната мрежа – интернет. В края на 90-те години стотици американски вестници започват да създават свои онлайн версии, но едва в последните години електронните издания започнаха да стават интерактивни.

## Видове новинарски сайтове
- Технологични сайтове
- Спортни сайтове
- Политически сайтове
- Бизнес сайтове
- Лайфстайл сайтове